# 1952 au Maroc
Chronologie du Maroc
- 1948
- 1949
- 1950
- 1951
- 1952
- 1953
- 1954
- 1955
- 1956

Cet article présente les faits marquants de l'année 1952 au Maroc ou relatifs au Maroc.

## Événements
- 7 - 8 décembre : graves émeutes de Casablanca, au Maroc à la nouvelle de l’assassinat de Farhat Hached[1]. Le résident général dissout l’Istiqlal et en arrête les chefs. Appelées aussi « les émeutes des carrières centrales », du nom du quartier de la ville d'où elles démarrent, furent le point culminant d'un cycle d'émeutes qui a démarré en 1945 au Maghreb.
- La Ligue du Maroc de football 1952-1953 est la 38e édition des championnats du Maroc et la 31e de cette ligue.